# Forensische Linguistik
Die Forensische Linguistik ist eine Unterdisziplin der angewandten Linguistik, die sich mit Themen an der Schnittstelle von Sprache, Gesetz und Verbrechen befasst. Zu den Themen der forensischen Linguistik zählen die Identifikation von Sprechern durch Stimmanalysen (forensische Phonetik) und die Autorzuordnung von Texten in Ermittlungsverfahren, seien es Erpresserbriefe, Bekennerschreiben, Geständnisse, Testamente oder Plagiate. Im weiteren Sinne untersucht die forensische Linguistik auch Themen wie die Verständlichkeit von Gesetzestexten und die Sprache vor Gericht.

## Forensische Linguistik und Rechtslinguistik
Im deutschsprachigen Raum wird zwischen forensischer Linguistik und Rechtslinguistik unterschieden. Während sich die forensische Linguistik vor allem mit sprachlichen Phänomenen als Gegenstand von kriminalistischen Ermittlungsverfahren befasst, analysieren Rechtslinguisten die Sprache des Rechts als Element der juristischen Fachkommunikation (z. B. Gesetzessprache, Richterkommunikation, Sprache in Verwaltungsbehörden). Im angloamerikanischen Raum gibt es diese Trennung zwischen Rechtslinguistik und forensischer Linguistik nicht, sondern alle genannten Themen werden unter forensic linguistics behandelt.

## Anfänge der forensischen Linguistik
Der Terminus „forensische Linguistik“ taucht erstmals in einer Veröffentlichung von Jan Svartvik 1968 auf (The Evans Statements: A Case for Forensic Linguistics), in der er den Einsatz linguistischer Methoden beschreibt, um einen Serienmörderfall zu untersuchen. Wichtige Publikationen im deutschsprachigen Bereich folgen ab den 1980er Jahren, z. B. von Hannes Kniffka.

## Forschungs- und Arbeitsbereiche der forensischen Linguistik

### Feststellung der Authentizität
Ein Kernbereich der forensischen Linguistik ist die Bestimmung eines möglichen Autors von Texten. Rechtlich relevant ist die Autorschaft von Texten wie Bekennerschreiben, Droh- und Erpresserbriefen, Plagiaten, Testamenten und Abschiedsbriefen bei Suizid.
Die Sprache eines Individuums hängt unter anderem von Faktoren wie Bildungsgrad, Sprachkompetenz, geografischer Herkunft, Berufsausbildung, Geschlecht, Alter und soziologischem Umfeld ab, was sich z. B. auch in einem spezifischen Stil oder Fehlern in der Schreibung niederschlägt. Durch Untersuchung sprachlicher Besonderheiten von Texten wie Stil oder die Art und Zahl der Fehler kann der Kreis der Täter (z. B. Schreiber von Drohbriefen) eingegrenzt werden. Es gibt allerdings keinen „sprachlichen Fingerabdruck“ des Täters, weil sprachliche Eigenheiten in der Regel nicht völlig eindeutig einem Individuum zugeordnet werden können und weil Sprache – im Gegensatz zu einem Fingerabdruck – im Lauf des Lebens veränderlich ist. In der forensischen Linguistik wird deshalb vor der Erwartung gewarnt, anhand eines „sprachlichen Fingerabdrucks“ Verdächtigen eine Täterschaft eindeutig nachweisen zu können.
Zu den Methoden der Autorschaftsbestimmung gehören Stilanalysen, Fehler- und Inhaltsanalysen sowie Analysen von Handschriften. Zur Stilanalyse zählen Auswertungen zur Wortwahl wie die Verwendung von Fremdwörtern, Regionalismen, Archaismen und die Analyse der Syntax, also verwendete Satzarten, Satzlänge und Satzkomplexität. In der Fehleranalyse werden individuelle Abweichungen von der sprachlichen Norm in Orthografie, Interpunktion, Morphologie, Semantik und Syntax untersucht. Bei der Bewertung von Fehlern muss zusätzlich beachtet werden, dass der Autor eines Schriftstücks durch fingierte Fehler versuchen kann, einen anderen Autor vorzutäuschen.
Neben der Fehler- und Stilanalyse spielt im angloamerikanischen Raum auch die Inhaltsanalyse von Texten eine Rolle, etwa bei Bewertung von Abschiedsbriefen oder Zeugenaussagen. So werden zur Einschätzung von Zeugenaussagen u. a. die Struktur der Erzählung, der Detailreichtum, der Wortwahl oder der Einbettung in Zeit und Raum herangezogen. Wichtig ist dabei auch noch zu beachten, dass forensische Linguisten lediglich Inkonsistenzen in Zeugenaussagen aufzeigen können, daraus aber nicht eindeutig die Glaubwürdigkeit eines Zeugen bewerten können und sollen. So können sprachliche Auffälligkeiten darauf hinweisen, dass eine Person lügt, aber es ist ebenso möglich, dass die Person sich nicht genau erinnert oder ihr Aussagen suggeriert wurden (Priming).
Neben manuellen, qualitativen Methoden kommen in der forensischen Linguistik auch quantitative Methoden zum Einsatz. Zu den quantitativen Methoden zählen z. B. statistische Analysen von Texten, wie sie auch in der Korpuslinguistik üblich sind. Ein klassisches Beispiel ist die Analyse der verschiedenen Polizeiprotokolle im Fall John Evans durch den Linguisten Jan Svartvik. Er erstellte zunächst eine Statistik der komplexen und einfachen Satztypen in den Protokollen. Es gelang ihm nachzuweisen, dass das Protokoll, das Evans Geständnis enthielt, statistisch signifikant häufiger andere Satztypen als andere Polizeiprotokolle enthielt, woraus Svartvik den Schluss zog, dass es sich bei den Formulierungen im Protokoll eher um die Formulierungen des aufnehmenden Polizeibeamten als um die Sprache des Beschuldigten handelte. Evans wurde aufgrund dieses Gutachtens posthum freigesprochen.
Häufig reicht die Textbasis für eine quantitative Analyse jedoch nicht aus, so können statistische Methoden nicht angewandt werden, wenn z. B. lediglich wenige kurze Texte vorliegen. In diesem Fall kommen qualitative Verfahren zum Einsatz.

### Bedeutungsanalyse von Texten und mündlichen Äußerungen
Ein weiteres wichtiges Gebiet der forensischen Linguistik ist die Bedeutungsanalyse von Worten, Texten und Äußerungen. So wird vor Gericht gelegentlich ein Linguist als Gutachter herangezogen, um z. B. zu klären, ob eine Äußerung noch durch die künstlerische Freiheit oder Meinungsfreiheit gedeckt ist oder aber eine Beleidigung darstellt. Ein Beispiel ist die Frage, ob die Äußerung „Soldaten sind Mörder“ als Beleidigung zu betrachten ist oder nicht. Forensische Linguisten spielen auch eine Rolle, wenn es um die Verständlichkeit von Texten geht, z. B. ob Warnhinweise auf Produkten ausreichend konkret und ausführlich formuliert sind.

### Linguistische Analysen im Rahmen vom Markenrecht
Auch im Markenrecht können linguistische Analysen eine Rolle spielen. Bei Verletzungen einer Marke ist oft zu klären, ob der Beklagte einen Markennamen gewählt hat, der dem Markennamen des Klägers sprachlich so ähnlich ist, dass eine Verwechslungsgefahr besteht. Ein bekanntes Beispiel ist die Firma Apple, die gegen die Firma Koziol, ein Hersteller von Haushaltsartikeln, wegen der Verwendung des Namens eiPott für Eierbecher eine einstweilige Verfügung erwirkte. In diesem Fall war die Aussprache von eiPott und von Apples MP3-Player iPod so ähnlich, dass hier eine markenrechtliche Verwechslungsgefahr festgestellt wurde.

### Forensische Phonetik
Die forensische Phonetik befasst sich mit allen Aspekten gesprochener Sprache als juristisches Beweismittel. Zu den wichtigsten Aufgabengebieten der forensischen Linguistik zählen die Einschätzung der sozialen und regionalen Herkunft eines Sprechers aufgrund seiner Sprache und die Bewertung, ob die Stimme in zwei verschiedenen Aufnahmen zu ein und derselben Person gehört. Ferner helfen forensische Phonetiker der Polizei bei der Transkription von Sprachaufzeichnungen und der Interpretation umstrittener Äußerungen. Sie assistieren außerdem bei der Erstellung von Stimm-Gegenüberstellungen (voice line-ups), d. h. Zusammenstellungen von Aufnahmen verschiedener Sprecher. Zeugen, die lediglich die Stimme eines Verdächtigen gehört haben, aber ihn nicht gesehen haben, sollen aufgrund dieser sprachlichen Gegenüberstellungen eine Person identifizieren.
Die Mehrheit der Fälle, in denen ein forensischer Phonetiker herangezogen wird, betrifft Sprechervergleiche. Der Phonetiker soll verschiedene sprachliche Aufzeichnungen vergleichen und kriminalistische Indizien für die Identifikation möglicher Verdächtiger beisteuern. Für den Vergleich sprachlicher Aufzeichnungen kann der forensische Phonetiker zum einen eine phonetische Transkription der sprachlichen Äußerungen erstellen und sprachliche Eigenheiten der Sprecher identifizieren (z. B. Realisierung von Vokalen, Auslassung von Konsonanten oder spezielle Muster in der Intonation). Zum anderen kann der forensische Phonetiker Methoden aus der akustischen Phonetik verwenden, wie etwa die bildliche Darstellung einer sprachlichen Äußerung in einem Spektrogramm. Dabei ist jedoch zu beachten, dass es im Gegensatz zum biometrischen Fingerabdruck keinen eindeutigen „Stimmabdruck“ oder „Sprachabdruck“ (voiceprint) gibt.

### Sprache im Rechtssystem
Die linguistische Analyse von Sprache im Rechtssystem umfasst die Interpretation und Analyse von Gesetzestexten sowie der Fachsprache des Personals im Rechtssystem. Dazu zählen neben Juristen auch Polizisten und Personal vor Gericht. In diesem Teilgebiet werden auch historische Aspekte analysiert, z. B. die Auswirkungen des normannischen Französisch und des kirchlichen Latein auf die zeitgenössische angloamerikanische Juristensprache. Die Analyse der Sprache im Rechtssystem, speziell ihrer Verständlichkeit, ist vor allem im angloamerikanischen Bereich von Bedeutung, weil Laienjurys den Erläuterungen des Richters und der Gutachter folgen können müssen.

### Sprache vor Gericht und bei der Polizei
Ein weiterer wichtiger Bereich in der angloamerikanischen forensischen Linguistik und eher der deutschen Rechtslinguistik ist die Analyse mündlicher Kommunikation und der Dynamik von Dialogen vor Gericht und bei der Polizei. Hierunter fallen linguistische Betrachtungen der Vorgänge in Gerichtssälen, etwa die Sprache in Kreuzverhören, die Sprache in Notrufen und Polizeibefragungen und die Auswirkungen der Interpretationen von Zeugenaussagen durch Polizei und Gerichtspersonal. Weitere Themengebiete sind der Umgang mit Verbrechensopfern und verletzlichen Zeugen, wie etwa Vergewaltigungsopfer oder Kinder. In der angloamerikanischen Literatur gibt es ferner umfangreiche Studien zum Thema „sprachliche Benachteiligung von Gruppen vor Gericht“. Dazu zählen z. B. indigene Minderheiten wie die Aborigines in Australien, deren Kommunikationsverhalten anders als die englischsprachige Mehrheit ist, was zu Missverständnissen in Polizeibefragungen und Verhören führen kann. Ähnliche Probleme entstehen bei Verdächtigen, Zeugen und Opfern, die die Sprache des Polizeipersonals und des Gerichts nicht ausreichend verstehen.

### Einführungen
- Malcolm Coulthard, Alison Johnson, David Wright: An Introduction to Forensic Linguistics. Language in Evidence. 2. Auflage. Routledge, London 2017, ISBN 978-1-138-64171-6.
- Raimund H. Drommel: Sprachprofiling – Grundlagen und Fallanalysen zur Forensischen Linguistik (= Forum für Fachsprachen-Forschung. 126). Frank & Timme, Berlin 2016, ISBN 978-3-7329-0158-6.
- Raimund H. Drommel: Sprachwissenschaftliche Kriminalistik und Sprachprofiling. Anfänge, Kontroversen, Meilensteine, Fallbeispiele (= Grazer Linguistische Monographien. 30). FB Plurilingualismus am Treffpunkt Sprachen der Karl-Franzens-Universität Graz, Graz 2011, ISBN 978-3-901600-28-9.
- Christa Dern: Autorenerkennung. Theorie und Praxis der linguistischen Tatschreibenanalyse. Boorberg, Stuttgart 2009, ISBN 978-3-415-04325-1
- Eilika Fobbe: Forensische Linguistik. Eine Einführung. Narr, Tübingen 2011, ISBN 978-3-8233-6654-6.
- Eilika Fobbe: Forensische Linguistik. Eine kriminaltechnische Disziplin in Deutschland. In: SIAK-Journal – Zeitschrift für Polizeiwissenschaft und polizeiliche Praxis (4/2021), S. 18–27 doi:10.7396/2021_4_B.
- John Gibbons: Forensic Linguistics. An Introduction to Language in the Justice System (= Language in Society. 32). Blackwell, Oxford 2003, ISBN 0-631-21247-7.
- Frances Rock: Forensic linguistics. In: James Simpson (Hrsg.): The Routledge Handbook of Applied Linguistics. Routledge, London u. a. 2011, ISBN 978-0-415-49067-2, S. 138–152.
- Karoline Marko: Die Sprache als Spur zum Täter. Anwendungsbereiche und Potenziale der forensischen Linguistik. In: SIAK-Journal – Zeitschrift für Polizeiwissenschaft und polizeiliche Praxis (2/2023), S. 47–60 doi:10.7396/2023_2_E.
- Sabine Schall: Forensische Linguistik. In: Karlfried Knapp et al. (Hrsg.): Angewandte Linguistik. Ein Lehrbuch (= UTB. 8275). Francke, Tübingen u. a. 2004, ISBN 3-7720-3015-7, S. 544–562.

### Sammelbände
- Malcolm Coulthard, Alison Johnson (Hrsg.): The Routledge Handbook of Forensic Linguistics. Routledge, Abingdon u. a. 2010, ISBN 978-0-415-46309-6.
- Günther Grewendorf (Hrsg.): Rechtskultur als Sprachkultur. Zur forensischen Funktion der Sprachanalyse (= Suhrkamp-Taschenbuch Wissenschaft. 1030). Suhrkamp, Frankfurt am Main 1992, ISBN 3-518-28630-7.
- Hannes Kniffka (Hrsg.): Texte und Theorie und Praxis forensischer Linguistik (= Linguistische Arbeiten. 249). Niemeyer, Tübingen 1990, ISBN 3-484-30249-6.